# Jnana
Jnana (sânscrito ज्ञान, jñāna; Pali: ñāṇa; pronúncia: [ɡjaːn]) um termo para "conhecimento") na religião e filosofia hindu e na filosofia budista.
A ideia de jnana centra em um evento cognitivo que é reconhecido quando experimentado.
É do conhecimento inseparável da experiência total da realidade, especialmente uma realidade total ou divina (Brahma).

## No Budismo
No budismo tibetano, refere-se à consciência pura, que é livre de ônus conceituais, e é contrastada com a vijnana, que é um momento de 'dividido saber ". A entrada para e progressão através das dez fases do Jnana/Bhimis, leva o indivíduo a completar a iluminação e o nibbana.